# Lambrusco

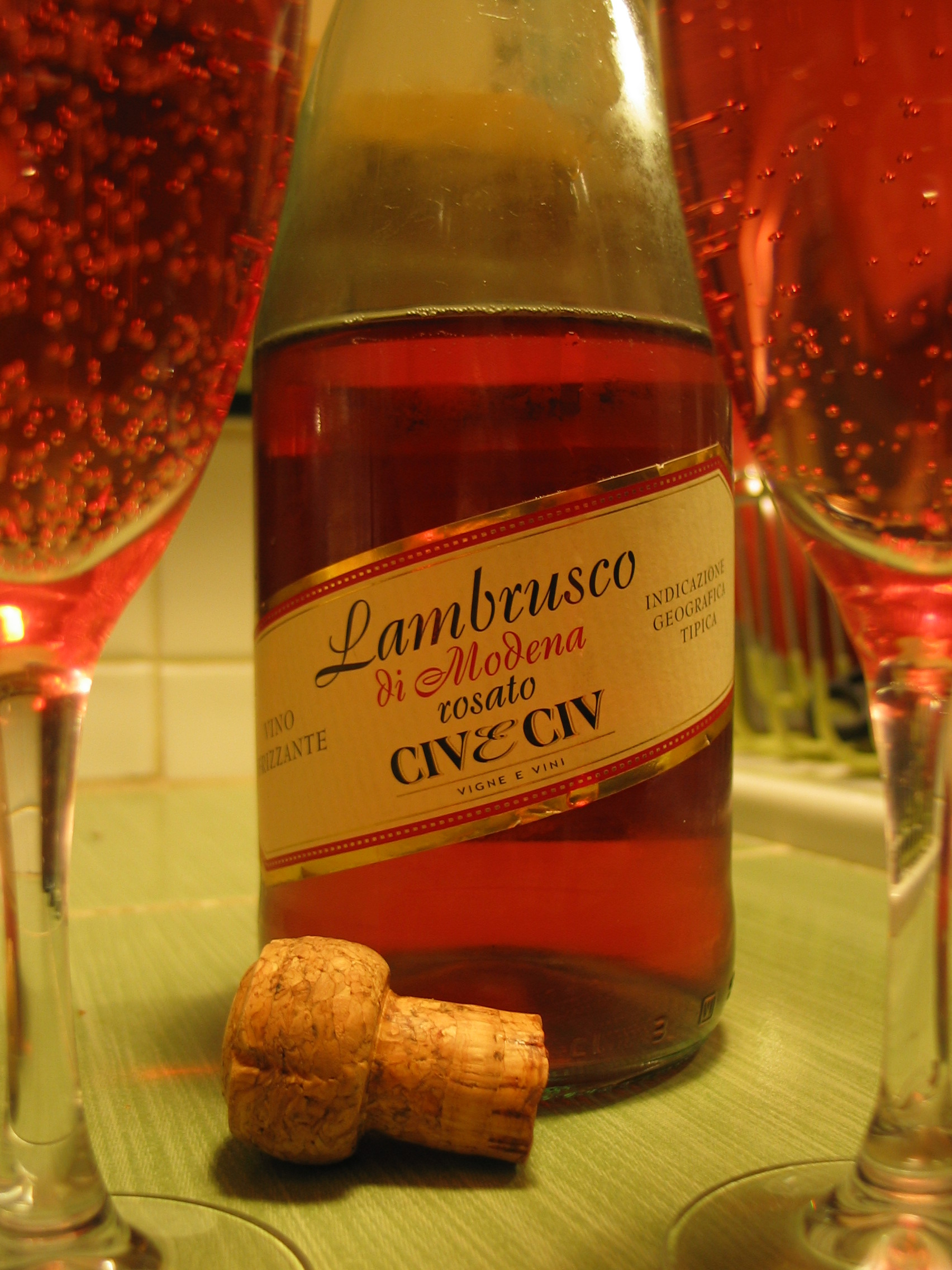

Lambrusco är en blå vindruva från Italien som också ger ett speciellt pärlande vin med samma namn. Druvan odlas främst i de norditalienska regionerna Emilia, Piemonte och Trentino. Redan under romartiden växte druvan vilt i bergskedjan Apenninerna. Egentligen är det inte en druva utan flera varianter, till exempel Marani och Salamino. 
Det görs Lambrusco-viner av mycket skiftande kvalitet, allt från billiga lågkvalitativa viner till riktiga DOC-viner. Gemensamt för de finare vinerna är att de har jordgubbsfruktig, torr smak med låg tannin-halt och en frisk skummighet.
Det finns fyra DOC viner i Emilia-Romagna: Lambrusco rosso Salamino di Santa Croce finns torr eller söt, Lambrusco di Sorbara kan vara röd eller rosé, torr eller söt, Lambrusco Reggiano, rosa och söt eller röd och torr och Lambrusco Grasparossa di Castelvetro torr eller söt.  Lambrusco Salamino, vars namn kommer från druvor som påminner om salami, har en mörk färg och ett intensivt lila skum. Den röda Lambrusco di Sorbara är troligen den finaste typen och tillverkas i området kring Modena. Det är ett lätt vin med smak av jordgubbar, hallon och körsbär. Lambrusco Reggiano med livligt skum doftar av blommor och frukter och har en frisk och fyllig smak. Lambrusco Grasparossa di Castelvetro har en större smakspektrum jämfört med de andra typerna av Lambrusco och ett körsbärsfärgat skum. Utöver dessa finns även DOC Lambrusco Mantovano i Lombardiet, samt att det är tillåtet att göra Lambrusco-viner under DOC Colli di Scandiano e Canossa, DOC Colli di Parma och DOC Modena alla tre i Emilia-Romagna.
Förutom i det italienska Lambrusco-vinet används druvan i portviner och i franska roséviner.